# (a, b)-розклад
(a, b)-Розклад неорієнтованого графа — це розбиття ребер на a + 1 множин, кожна з яких представляє ліс, за винятком однієї, степінь якої не перевищує b. Якщо цей граф теж є лісом, такий розклад називають F(a, b)-розкладом.
Граф з деревністю a є (a, 0)-розкладаним. Будь-який (a, 0)-розклад або (a, 1)-розклад є F(a, 0)-розкладом або F(a, 1)-розкладом відповідно.

## Класи графів
- Будь-який планарний граф є F(2, 4)-розкладаним[1]
- Будь-який планарний граф {\displaystyle G} з обхватом щонайменше {\displaystyle g} є
  - F(2, 0)-розкладаним, якщо {\displaystyle g\geqslant 4}[2];
  - (1, 4)-розкладаним, якщо {\displaystyle g\geqslant 5}[3];
  - F(1, 2)-розкладаним, якщо {\displaystyle g\geqslant 6}[4];
  - F(1, 1)-розкладаним, якщо {\displaystyle g\geqslant 8}[5] або якщо будь-який цикл у {\displaystyle G} є або трикутником, або циклом з мінімум 8 ребрами, що не належать трикутнику[6];
  - (1, 5)-розкладним, якщо {\displaystyle G} не має 4-циклів[7].
- Будь-який зовніпланарний граф є F(2, 0)-розкладаним[2] і (1, 3)-розкладаним[8].